# 馬提亞·佩齊
馬提亞·佩齊（義大利語：Mattia Pesce；1989年12月3日—）是来自意大利的一位游泳運動員。他在2012年歐洲游泳錦標賽上贏得100米蛙泳項目的銅牌。他也參加了英國倫敦舉行的2012年夏季奧林匹克運動會。